# Namalycastis nipae
Namalycastis nipae är en ringmaskart som först beskrevs av Pflugfelder 1933.  Namalycastis nipae ingår i släktet Namalycastis och familjen Nereididae. Inga underarter finns listade i Catalogue of Life.